# Karl Rathgen
Karl Rathgen, född 19 december 1856 i Weimar, död 6 november 1921 i Hamburg, var en tysk nationalekonom.
Rathgen studerade rätts- och statsvetenskap i Strassburg, Halle an der Saale, Leipzig och Berlin och blev filosofie doktor 1881. Han verkade 1882-90 som professor i statsvetenskap vid riksuniversitetet i Tokyo, vistades sedermera under en längre period i Kina och USA, återvände till Tyskland och innehade 1893-1903 professurer i nationalekonomi dels vid Marburgs, dels vid Heidelbergs universitet och blev 1908 professor vid Kolonialinstitutet i Hamburg. 
Rathgens vetenskapliga författarverksamhet tillhör speciellt handels- och kolonialpolitikens områden; samtidigt gjorde han sig under en lång följd av år bemärkt som en framstående kännare av Japans ekonomiska, sociala och politiska liv. Utöver nedanstående skrifter författade han bland annat avhandlingar, utgivna av Verein für Socialpolitik och många uppsatser, särskilt i Gustav von Schmollers tidskrift "Jahrbuch für Gesetzgebung".